# Mathieu Turi
Mathieu Turi (Canes, Alps Marítims, 17 de gener de 1987) és un director de cinema i guionista francès.

## Biografia
Mathieu Turi va ingressar aà l'École supérieure de réalisation audiovisuelle el 2005 per estudiar direcció de cinema.
Després dels seus estudis i curtmetratges premiats com ara Sons of Chaos i Broken, Mathieu Turi es va convertir en ajudant de direcció de Quentin Tarantino a les seves pel·lícules Maleïts malparits (2009) i, entre d'altress, de Guy Ritchie amb Sherlock Holmes: Un joc d'ombres (2011) o Luc Besson per Lucy (2014).
Sota l'ull productiu de Xavier Gens que  va trobar, en el guió, una història profundament humana, una nova mirada al gènere i una criatura mai vista al cinema, va escriure i rodar el 2016 el seu primer llargmetratge de ciència-ficció post-apocalíptica Hostile en anglès.
Més tard va rodar Méandre, una sèrie B de terror amb Gaia Weiss.
El seu tercer llargmetratge, Gueules noires, fou protagonitzat per Samuel Le Bihan, Amir El Kacem i Thomas Solivérès.

## Filmografia

### Com a director

#### Curtmetratges
- 2011 : Sons of Chaos
- 2013 : Broken

#### Llargmetratges
- 2017 : Hostile
- 2020 : Méandre
- 2023 : Gueules noires

### Com a ajudant de direcció

#### Llargmetratgs
- 2009 : Maleïts malparits de Quentin Tarantino (no acreditat)
- 2009 : G.I. Joe: The Rise of Cobra de Stephen Sommers (ajudant de producció "complementari" )
- 2010 : Més enllà de la vida de Clint Eastwood (ajudant de direcció "crowd")
- 2011 : Sherlock Holmes: Un joc d'ombres de Guy Ritchie (ajudant de direcció "crowd")
- 2012 : The ABCs of Death de diversos directors (primer ajudant de direcció)
- 2013 : Red 2 de Dean Parisot (ajudant de direcció "crowd")
- 2014 : Mea Culpa de Fred Cavayé (ajudant de direcció "crowd")
- 2014 : 3 Days to Kill de McG (tercer ajudant de direcció "complementari")
- 2014 : Màgia a la llum de la lluna de Woody Allen (tercer ajudant de direcció "complementari")
- 2014 : Lucy de Luc Besson (ajudant de direcció "complementari")
- 2014 : Un viatge de deu metres de Lasse Hallström (trercer ajudant de direcció "complementari")
- 2015 : La filla del rei de Sean McNamara (ajudant de direcció "crowd")
- 2016 : Bastille Day de James Watkins (ajudant de direcció "crowd")
- 2016 : Un traïdor com els nostres de Susanna White (ajudant de direcció "crowd")

#### Sèries de televisió
- 2010 : Gossip Girl (dos episodis) (ajudant de direcció "crowd")
- 2013 : Jo (un episodi) (ajudant de direcció "crowd")
- 2014 : Rosemary's Baby (dos episodis) (ajudant de direcció "crowd")
- 2015 : Casanova de Jean-Pierre Jeunet (ajudant de direcció "crowd")

## Distincions
- The IndieFest Film Awards 2013 : Millor curtmetratge Broken[5]
- Festival Internacional de Cinema Fantàstic de Neuchâtel 2017 : Premi de la joventut Denis-de-Rougemont Hostile[6]
- Trieste Science+Fiction Festival 2017 : Nocturno Nuove Visioni Award Hostile[7]
- Buenos Aires Rojo Sangre 2017 : Millor guió Hostile[8]
- Macabro Film Festival 2018 : Prix de la presse Hostile[9]
- LUSCA Fantastic Film Fest 2020 : Millor pel·lícula international Méandre[10]
- Trieste Science+Fiction Festival 2020 : Nocturno Nuove Visioni Award Méandre[11]
- New York City Horror Film Festival 2020 : Millor pel·lícula de ciència-ficció Méandre[12]
- New York City Horror Film Festival 2020 : Millor director Méandre[12]
- Nightmares Film Festival 2020 : Millor director Méandre[13]
- Bilbao Fantasy Film Festival 2021 : Millor pel·lícula Méandre[14]
- Celludroid Film Festival 2021 : Millor pel·lícula Méandre[15]
- Celludroid Film Festival 2021 : Millor guió Méandre[15]